# Marokańskie Towarzystwo Chopinowskie
Marokańskie Towarzystwo Chopinowskie w Casablance – organizacja polonijna, stowarzyszenie działające na terenie Maroka. Stowarzyszenie organizuje koncerty muzyczne z udziałem znanych pianistów z całego świata, w tym z Polski, oraz, podobnie jak liczne polskie organizacje chopinowskie, międzynarodowy konkurs pianistyczny dla młodych talentów oraz Międzynarodowe Konkursy Pianistyczne w Maroku. Towarzystwo wydaje własny periodyk poświęcony muzyce, ruchowi chopinowskiemu, a także Polsce.
Stowarzyszenie organizuje także spotkania Towarzystw Chopinowskich; ostatnim organizowanym przez nim spotkaniem Towarzystw Chopinowskich było w Marrakeszu od 26 do 30 kwietnia 1995 roku i organizowała je Irena Poniatowska.